# Esko Valsta
Esko Valsta   (Uusikaupunki, 26 d'agost de 1924 - 6 de setembre de 2008) va ser un artista de violoncel de Finlàndia.
Va estudiar a Hèlsinki com alumne de Yrjö Selin i a París com a estudiant de Maurice Maréchal. Va ser membre de l'Orquestra Filharmònica de Hèlsinki des de 1950 i violoncel·lista solista des de 1961. També va actuar en concerts i en solitari a l'estranger. Es va retirar el 1974.
El seu germà és el pianista Tapani Valsta.

## Enregistraments
- Clarinet Quartet in E Flat Minor & D Major de Bernhard Henrik Crusell: amb Tapio Lötjönen clarinet, Esa Kamu viola, Jorma Rahkonen violí, Esko Valsta violoncel. (BIS – LP-51, Finlàndia)